# Alfred Backa
Alfred Backa, född 1987 i Pensala i Österbotten, är en finlandssvensk komiker, författare och musiker.
Backa har gjort radio på Svenska Yles kanaler X3M och Vega. Programmet Nittonhundranånting på Radio Vega, med sketcher om Finland under 1900-talet, började sändas 2014. Det ledde till att han fick ett erbjudande från förlagen Schildts & Söderströms att skriva en bok i samma stil inför att Finland 2017 firade 100 år som självständig nation. Boken, Finland hundranånting, är en satirisk och humoristisk genomgång av landets historia. Den har sålt mer än 6 000 exemplar. En uppföljare i samma stil, Finland 1800-nånting, som behandlar tiden från 1807 till 1917, kom ut 2022.
Som musiker har Backa givit ut tre skivor på egen etikett.
Han har varit sommarpratare i Radio Vega två gånger: 2015 och 2023.
Backa tilldelades Svenska Finlands folktings förtjänstmedalj år 2024.
Alfred Backa är bosatt i Vasa.